# Place d'Athènes
La place d'Athènes, est une place de la ville de Strasbourg, en France.

## Localisation
La place est située dans le quartier de l'Esplanade dans la partie Ouest de Strasbourg.
Elle débute au milieu de l'axe Nord-Sud de l'avenue du Général de Gaulle et s'étend vers l'ouest dans la perspective du bâtiment de la faculté de droit, de sciences politiques et de gestion de Strasbourg.
La place d'Athènes est une boucle à sens unique qui part et revient vers l'avenue. Elle dessert les immeubles du 14, 16, 18 et 20, 22, 24 de l'avenue du Général de Gaulle.
C'est une zone de circulation partagée entre piétons, cycles et véhicules à vitesse limitée. 
Elle constitue une des entrées pédestre et cycliste du campus universitaire de l'Esplanade.

## Aménagements
En référence à son nom, la place comporte une statue de Pallas Athénée sculptée de 1965 à 1968 par François Cacheux.
Un plan d’eau peu profond, un peu comme un miroir avec des jets d'eau a été réalisé au premier plan par l’architecte Stoskopf. 
Bordé d'une rangée d'arbres, il souligne la perspective vers la statue et, en arrière-fond, la faculté de droit de l'université de Strasbourg.

## Origine du nom
La rue tient son nom de la capitale de la Grèce.

## Transports en commun
La station de tramway Esplanade (lignes C et E) se trouve à proximité, de même que l'arrêt de bus éponyme (lignes 15 et N2).